# Englishman River (vattendrag i Kanada, Saskatchewan)
Englishman River är ett vattendrag i Kanada.   Det ligger i provinsen Saskatchewan, i den centrala delen av landet, 2 500 km väster om huvudstaden Ottawa.
Omgivningarna runt Englishman River är en mosaik av jordbruksmark och naturlig växtlighet. Trakten runt Englishman River är nära nog obefolkad, med mindre än två invånare per kvadratkilometer.